# Dekongestiv
Decongestiv (nazalni dekongestiv) je tip leka koji se koristi za olakšavanje nazalne kongestije (nosnog zagušenja) u gornjem respiratornom traktu. Aktivni sastojak mnogih dekongestanata je bilo pseudoefedrin ili fenilefrin.

## Farmakologija
Velika većina dekongestiva deluje putem pojačanja dejstva norepinefrina (noradrenalina) i epinefrina (adrenalina) ili putem stimulacije α-adrenergičkih receptora. Time se indukuje vazokonstrikcija krvnih sudova u nosu, grlu, i paranazalnim sinusima, što dovodi do redukovane inflamacije (oticanja) i formiranja sluzi u tim oblastima.
Dekongestivni nazalni sprejevi i kapi za oči često sadrže oksimetazolin i koriste se za topičku dekongestiju. Pseudoefedrin deluje indirektno na sistem adrenergičkih receptora, dok su fenilefrin i oksimetazolin direktni agonisti. Dejstvo nije ograničeno na nos, i ovi lekovi mogu da uzrokuju hipertenziju (visok krvni pritisak) putem vazokonstrikcije. Većina dekongestiva nisu jaki stimulanti usled nedostatka responsa drigih adrenoreceptora. Osim hipertenzije, česte nuspojave su pospanost, anksioznost, nesvestica, pobudljivost, i nervoza.
Topikalno nazalni ili oftalmički dekongestanti brzo razvijaju tahifilaksiju (brzo umanjenje responsa na lek nakon višestrukih doza tokom kratkog perioda). Dugotrajna upotreba se ne preporučuje, pošto ovi agensi gube efektivnost nakon nekoliko dana.

## Primeri
Neki od često korišćenih dekongestiva su:
- Efedrin
- Levo-metamfetamin
- Nafazolin
- Oksimetazolin
- Fenilefrin
- Fenilpropanolamin
- Propilheksedrin
- Pseudoefedrin
- Sinefrin
- Tetrahidrozolin